# Steve Lombardi

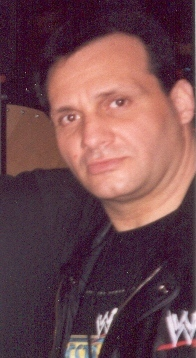
Steve Lombardi.

Steve Lombardi (Detroit, 18 de abril de 1961) é um agente livre e lutador de wrestling profissional ítalo-americano, que atualmente trabalha para a WWE. Enquanto lutador, Lombardi foi mais conhecido pelos ring names The Brooklyn Brawler e Kim Chee. Também utilizou a gimmick de Doink The Clown. Steve lutou no PPV da WWE TLC: Tables, Ladders & Chairs, fazendo tag com Alberto Del Rio e The Miz, para vencer a 3MB.

## Títulos e prêmios
- Border City Wrestling
  - BCW Can-Am Heavyweight Championship (1 vez)[4]
  - BCW Can-Am Television Championship (1 vez)

- NWA Michigan
  - NWA Michigan Heavyweight Championship (1 vez)